# Konstantin Spies
Konstantin Spies (* 14. Mai 1922 in Dresden; † 2005) war ein deutscher Mediziner und Virologe. Er war von 1968 bis 1982 stellvertretender Minister für Gesundheitswesen der DDR und von 1982 bis 1990 Rektor der Akademie für Ärztliche Fortbildung der DDR.

## Leben
Spies war der Sohn des Komponisten Leo Spies. Er besuchte das Grunewald-Gymnasium in Berlin, legte das Kriegsabitur ab und begann ein Medizinstudium. Am 1. September 1940 trat er in die NSDAP ein. Er wurde zum RAD einberufen, leistete anschließend als Feldwebel in einem Grenadierregiment der Wehrmacht Kriegsdienst und war in Kriegsgefangenschaft.
Nach seiner Rückkehr wurde er 1946 Mitglied der SED und der FDJ. Er setzte sein Medizinstudium bis 1950 an der Humboldt-Universität zu Berlin fort und wurde zum Dr. med promoviert. Ab 1951 war er Mitarbeiter im Staatssekretariat für Hoch- und Fachschulwesen der DDR. 1952 begann seine Facharztausbildung für Kinderheilkunde an der Charité. Von 1957 bis 1961 war er Oberassistent an der Abteilung Virologie der Charité zu Berlin. 1961 übernahm er den Lehrstuhl Virologie und 1963 die Leitung des Instituts für allgemeine medizinische Mikrobiologie, Virologie und Epidemiologie der Charité.
Von 1968 bis 1982 übte er das Amt des stellvertretenden Ministers für Gesundheitswesen der DDR aus und war u. a. für Pharmazie und Medizintechnik, Planung, Finanzen, Hauptsicherheitsinspektion und Neuererwesen zuständig. Von 1978 bis 1981 war er Mitglied des Exekutivrates der Weltgesundheitsorganisation (WHO) und 1981/82 Mitglied des Forschungsbeirates der europäischen Region der WHO. Spies war ab 1979 Korrespondierendes Mitglied der Akademie der Wissenschaften der DDR. Er war außerordentliches Mitglied des Forschungsrates der DDR, Mitglied des Präsidiums der URANIA sowie des Rates für Medizinische Wissenschaft der DDR.
Von Oktober 1982 bis 1990 wirkte er als Rektor der Akademie für Ärztliche Fortbildung der DDR (Nachfolger von Gerhard Prüschke). 
Spies war bis etwa 1953 mit Rosemarie Spies verheiratet. Er wurde auf dem Friedhof Schifferkirche in Ahrenshoop bestattet.

## Auszeichnungen
- 1965 Rudolf-Virchow-Preis
- 1969 Vaterländischer Verdienstorden in Bronze und 1982 in Silber
- 1973 Ehrentitel „Verdienter Arzt des Volkes“
- 1987 Orden Stern der Völkerfreundschaft in Gold